# Neoplan Skyliner
Neoplan Skyliner — двоповерхові туристичні автобуси, що випускається німецькою компанією Neoplan з 1967 року. 
Це тривісні двоповерхові лайнери для перевезення великої кількості пасажирів, що мають дуже високий комфорт перевезення.

## Опис моделі

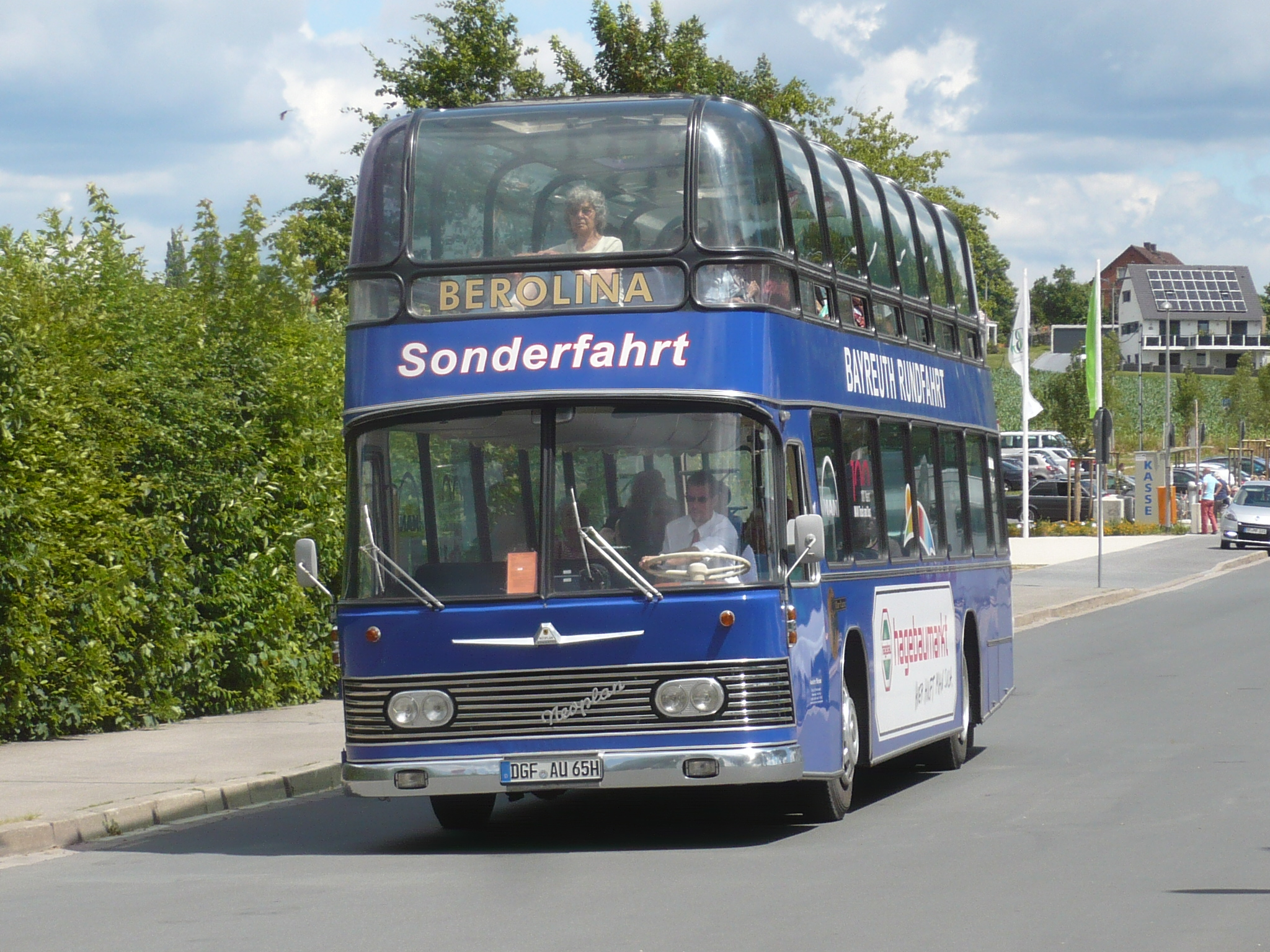
Neoplan Do-Lux 1965 року

У 1964 році, другий син засновника, Конрад Аувертер, розробив дизайн двоповерхового автобуса як частину своєї дисертації.  "Do-Bus", так називався автобус, мав невелику вагу і міг помістити більше 100 пасажирів. Але оскільки основною спеціалізацією Neoplan було перш за все конструювання і виробництво міжміських і туристичних автобусів, дизайн був адаптований для сектора туризму. Так, в 1965 році побачила світ модель Do-Lux — розкішний екскурсійний двоповерховий автобус. Дана модель сформувала корпоративний дизайн за допомогою якого продукцію Neoplan почали відрізняти від конкурентів, і створила інтерес до своєї продукції по всій Європі.
У 1967 році, на 8 інтернаціональному автобусному тижні, що проходив у Ніцці, Neoplan презентував двоповерховий туристичний автобус Neoplan Skyliner NH 22 L першого покоління, який і зайняв перше місце на виставці. Це був двоповерховий, 13-метровий двовісний автобус, висотою 3,8 метрів, розрахований на приблизно 100 пасажирів. Згодом, вийшла модифікація цього ж автобуса, з трьома осями. 
Всього виготовлено понад 5000 автобусів сімейства Skyliner.
Автобуси Skyliner стали основою для модифікацій: зчленованого двоповерхового Jumbocruiser і єдиного в Європі 15-ти метрового чотирьохвісного Megaliner.

## Модельний ряд
Автобуси Neoplan Skyliner випускаються з 1967 року вже понад 40 років (43 на 2010 рік), за цей час було випущено такі моделі Skyliner:
- Neoplan Skyliner N122/3 1967  — найперша модель Skyliner у випуску 1967—1983.
- Neoplan Skyliner N122/3 1983 — тривісний двоповерховий лайнер Neoplan. Роки випуску 1983—1987.
- Neoplan Skyliner N122/3 1987 — тривісний двоповерховий лайнер Neoplan. Роки випуску 1987—1993.
- Neoplan Skyliner N122/3 1993 — тривісний двоповерховий лайнер Neoplan, роки випуску 1993—2000.
- Neoplan Skyliner N122/3 2001 — тривісний двоповерховий лайнер Neoplan, що випускається з 2001 року.
- Neoplan Skyliner N1122/3 2001 — тривісний двоповерховий лайнер Neoplan, випускається з 2001 року, від Skyliner N122/3 того ж року відрізняється наявністю суцільної вертикальної стійки помальованої в колір кузова автобуса і оснащенням.
- Neoplan Skyliner N1222/3L 2012 — тривісний двоповерховий лайнер Neoplan на 68-83 пасажирських місця, що випускається з 2012 року, довжина автобуса 14000 мм, ширина 2550 мм, висота 4000 мм, колісна база 6700+1470 мм, двигун MAN D2676 LOH 12,419 л потужністю 460 к.с., коробка передач автоматична MAN TipMatic® або 12-ст. механічна Easy-Start.

На виставці Busworld Europe 2023 було оголошено, що Skyliner буде побудований на новій електронній платформі, починаючи з 2024 модельного року. Це також представляє нове робоче місце водія. Він пропонує 12-дюймовий центральний дисплей, який є повністю цифровим та має центральну область повідомлень з перекриваючимися інформаційними рівнями. Нове багатофункціональне кермо, яке дозволяє зручно керувати багатьма функціями, також можна замовити як опцію. Вперше кермо також можна повністю скласти, щоб забезпечити водієві більше свободи рухів.

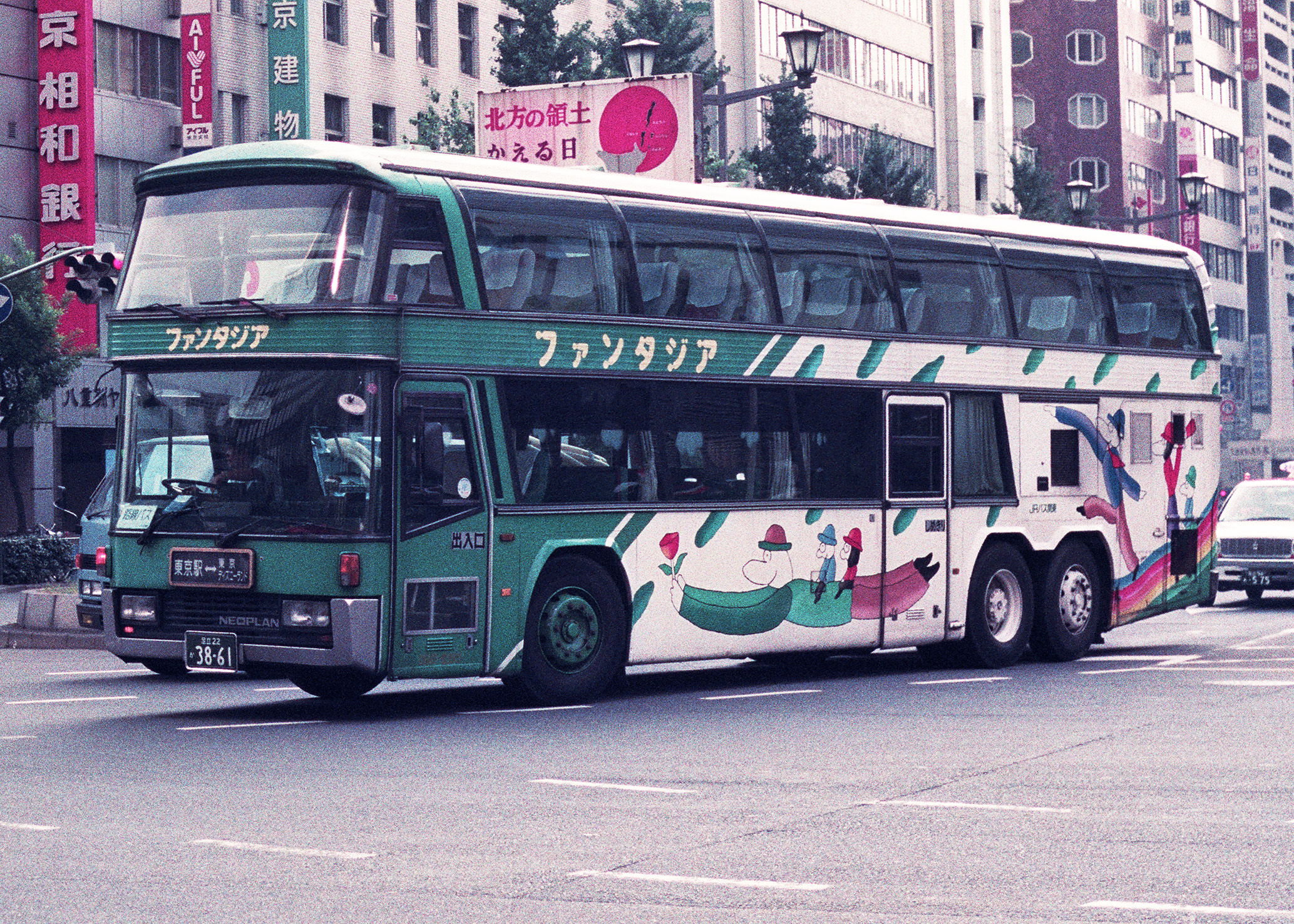
Neoplan Skyliner N122/3 (1980-1983)
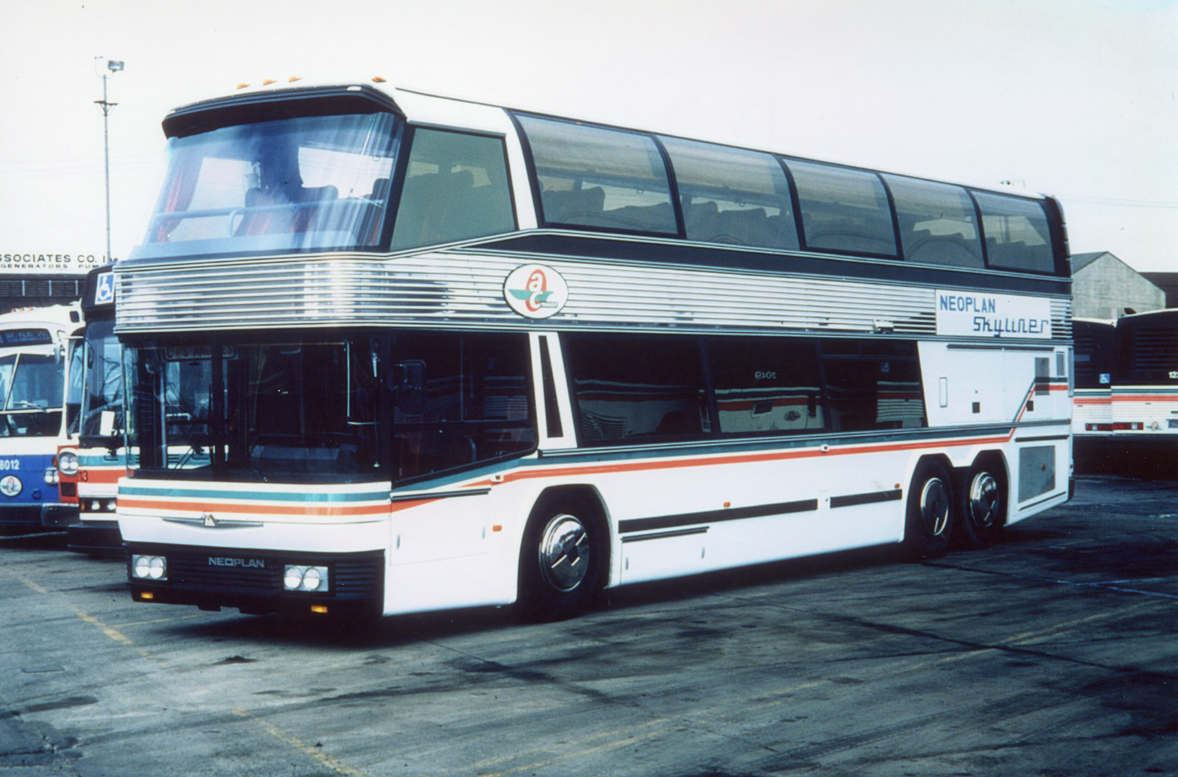
Neoplan Skyliner N122/3 (1983-1987)
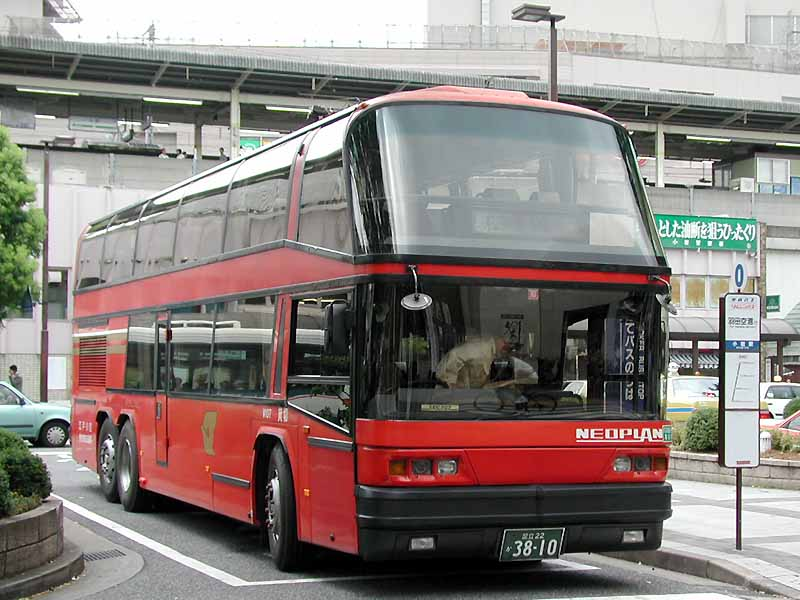
Neoplan Skyliner N122/3 (1987-1993)
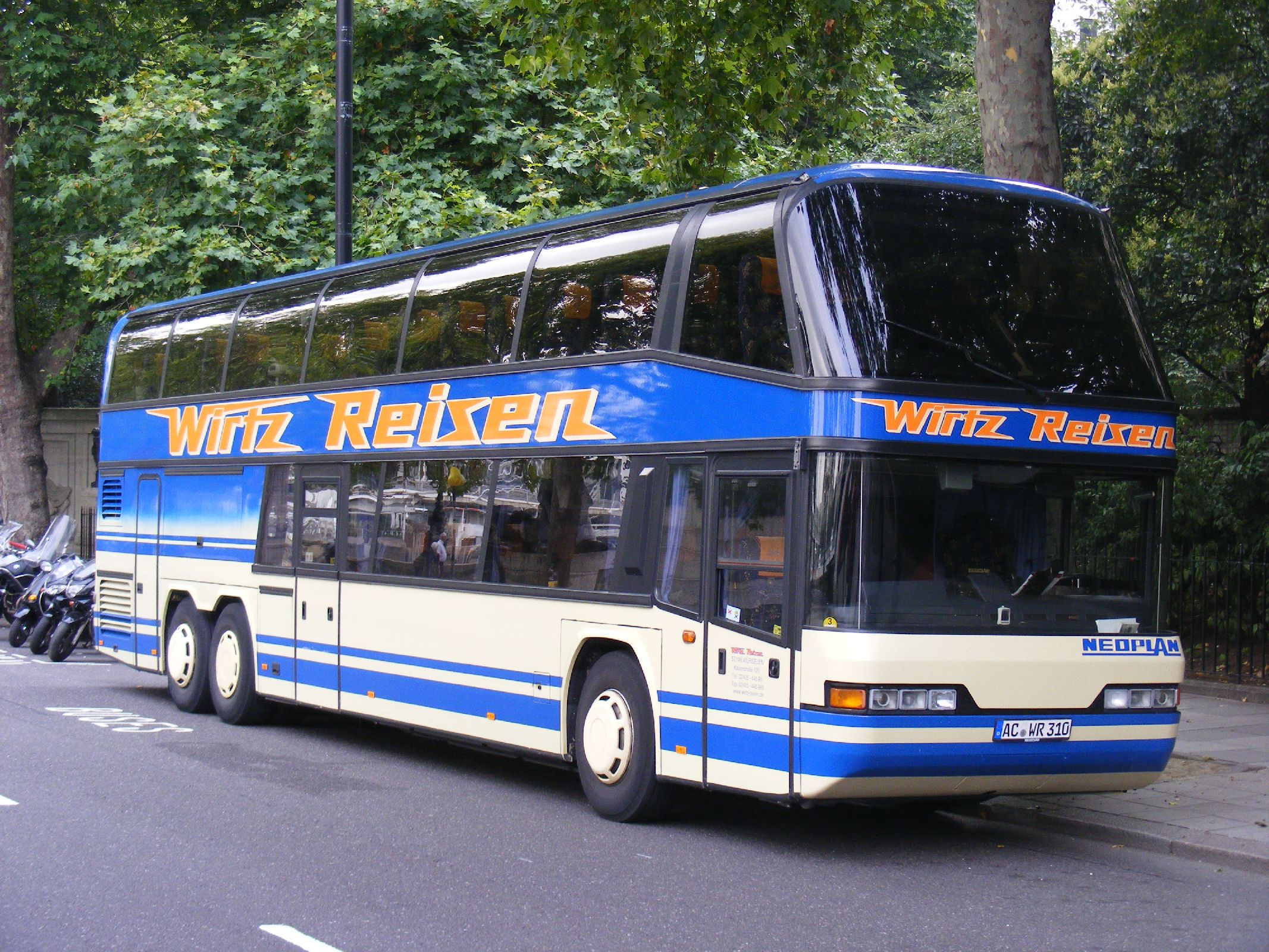
Neoplan Skyliner N122/3 (1993-2000)
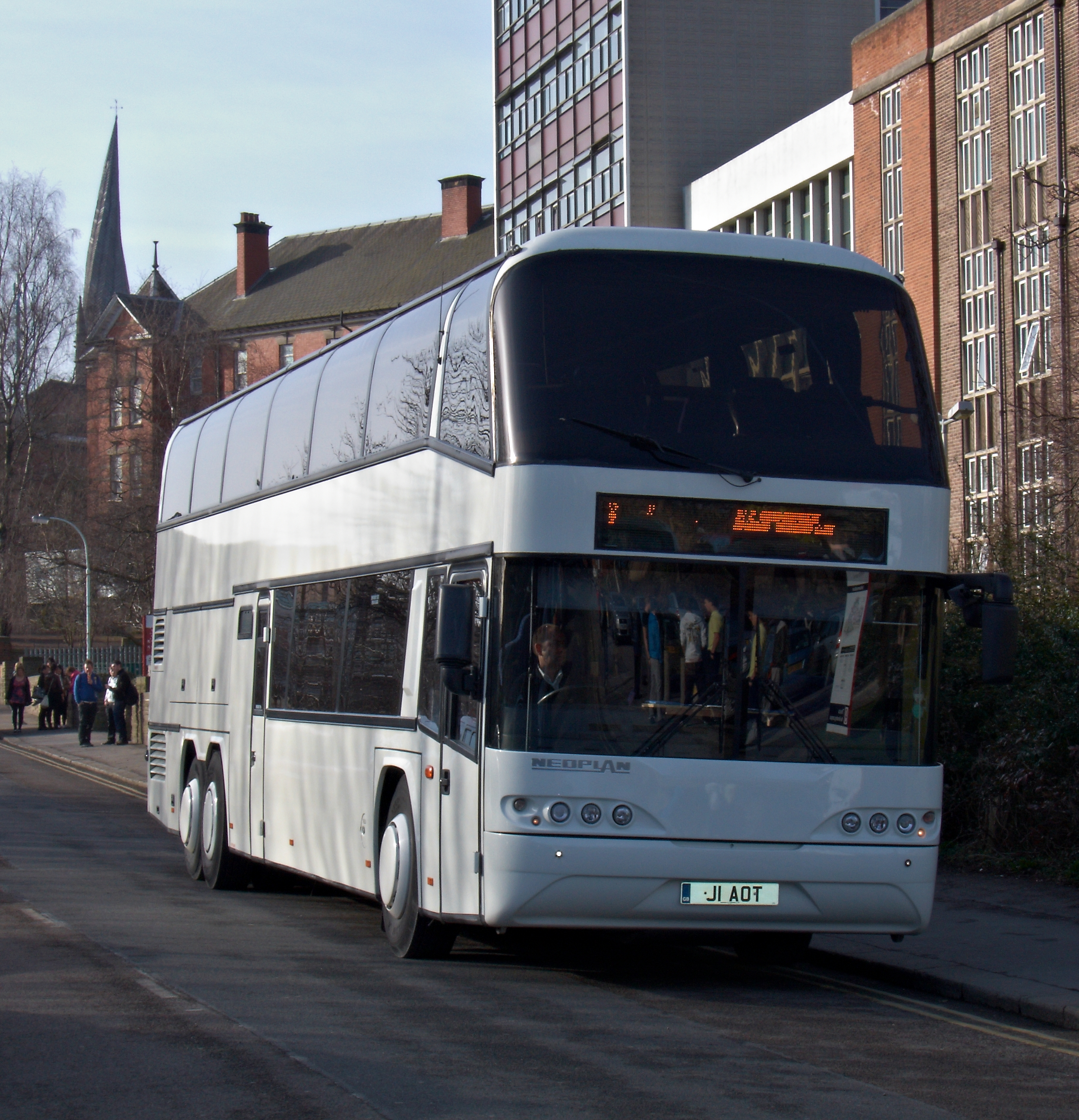
Neoplan Skyliner N122/3 (2001-2010)
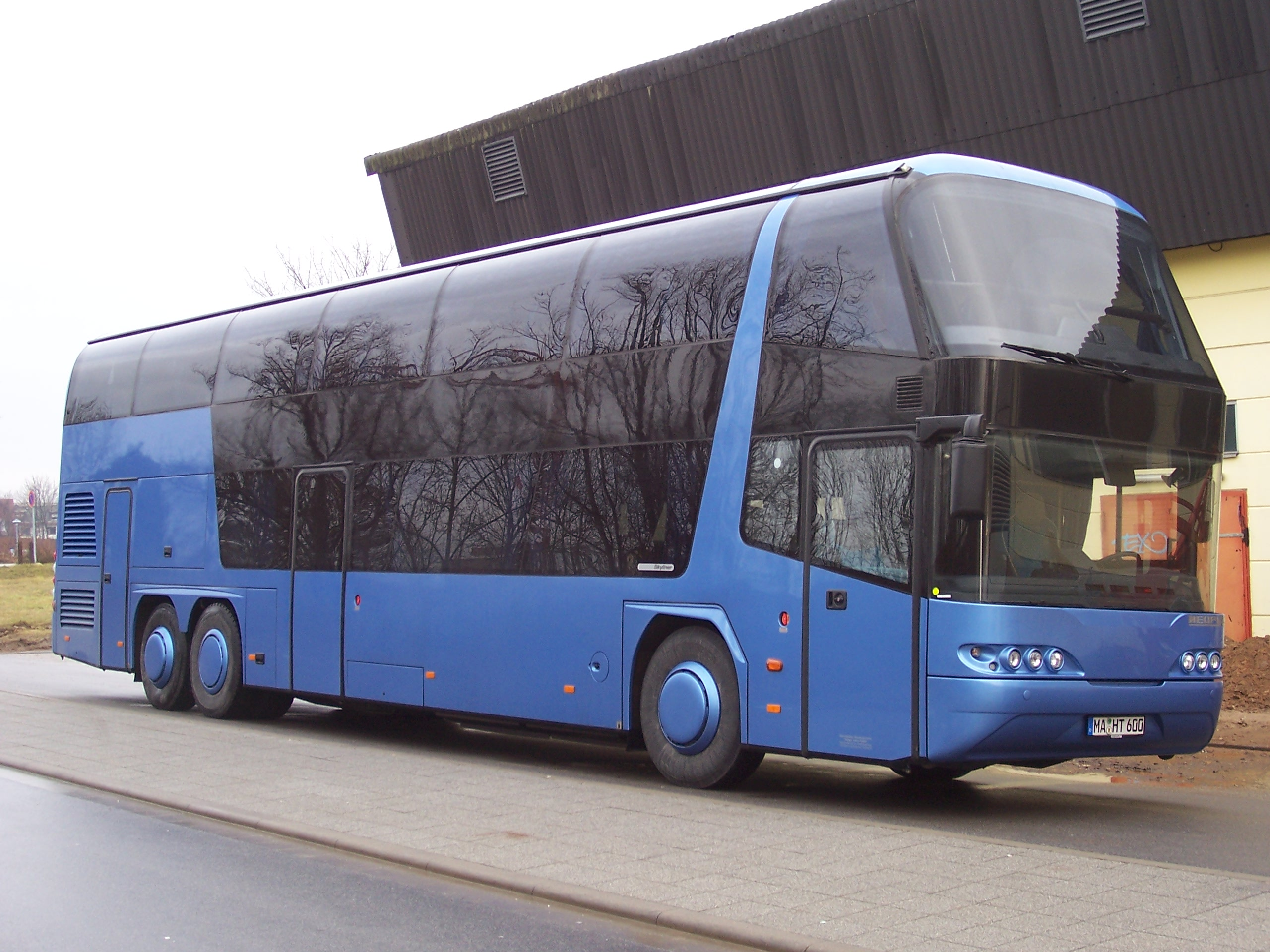
Neoplan Skyliner N1122/3 (2001-2015)
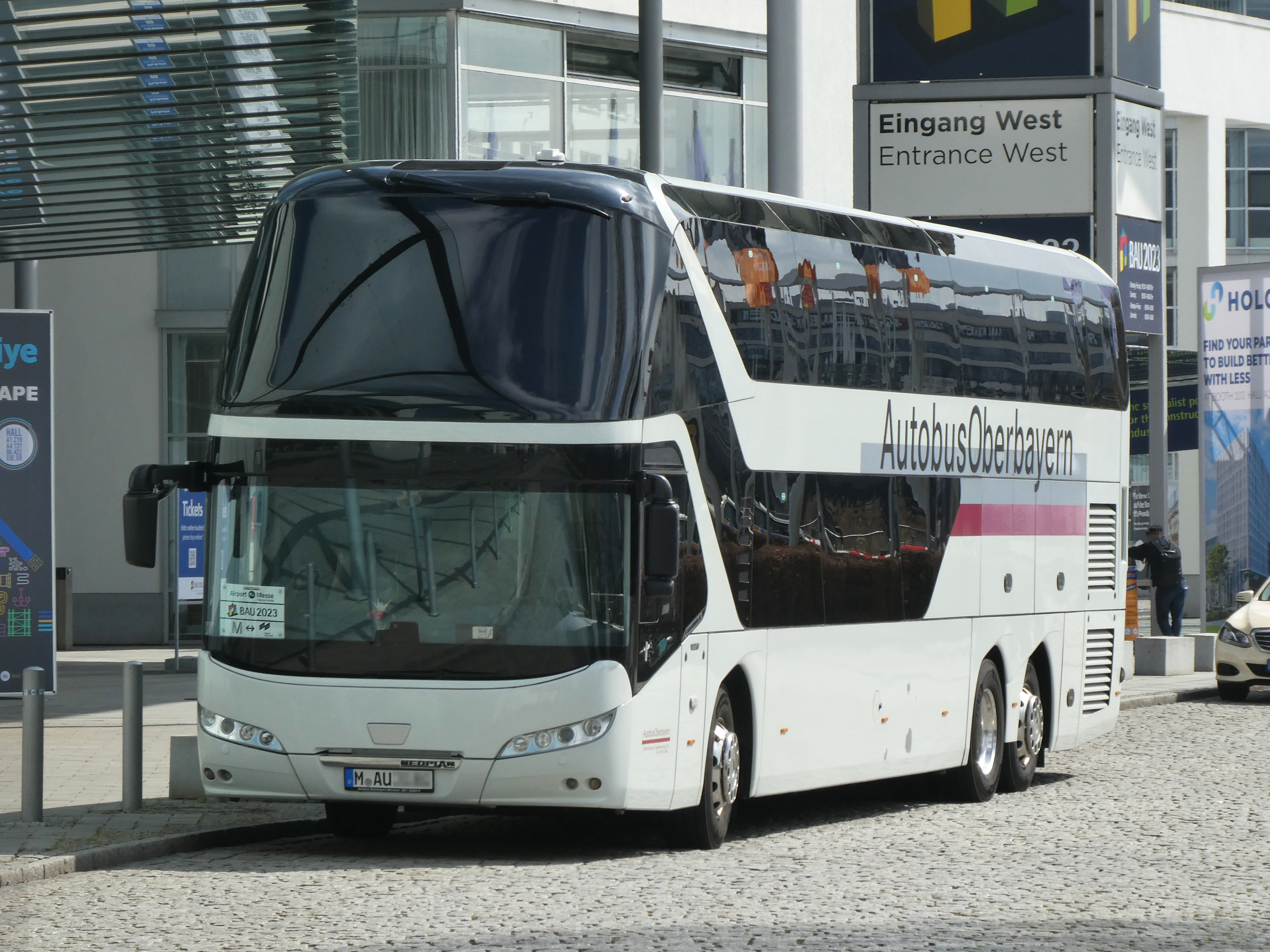
Neoplan Skyliner N1222/3L (з 2012)
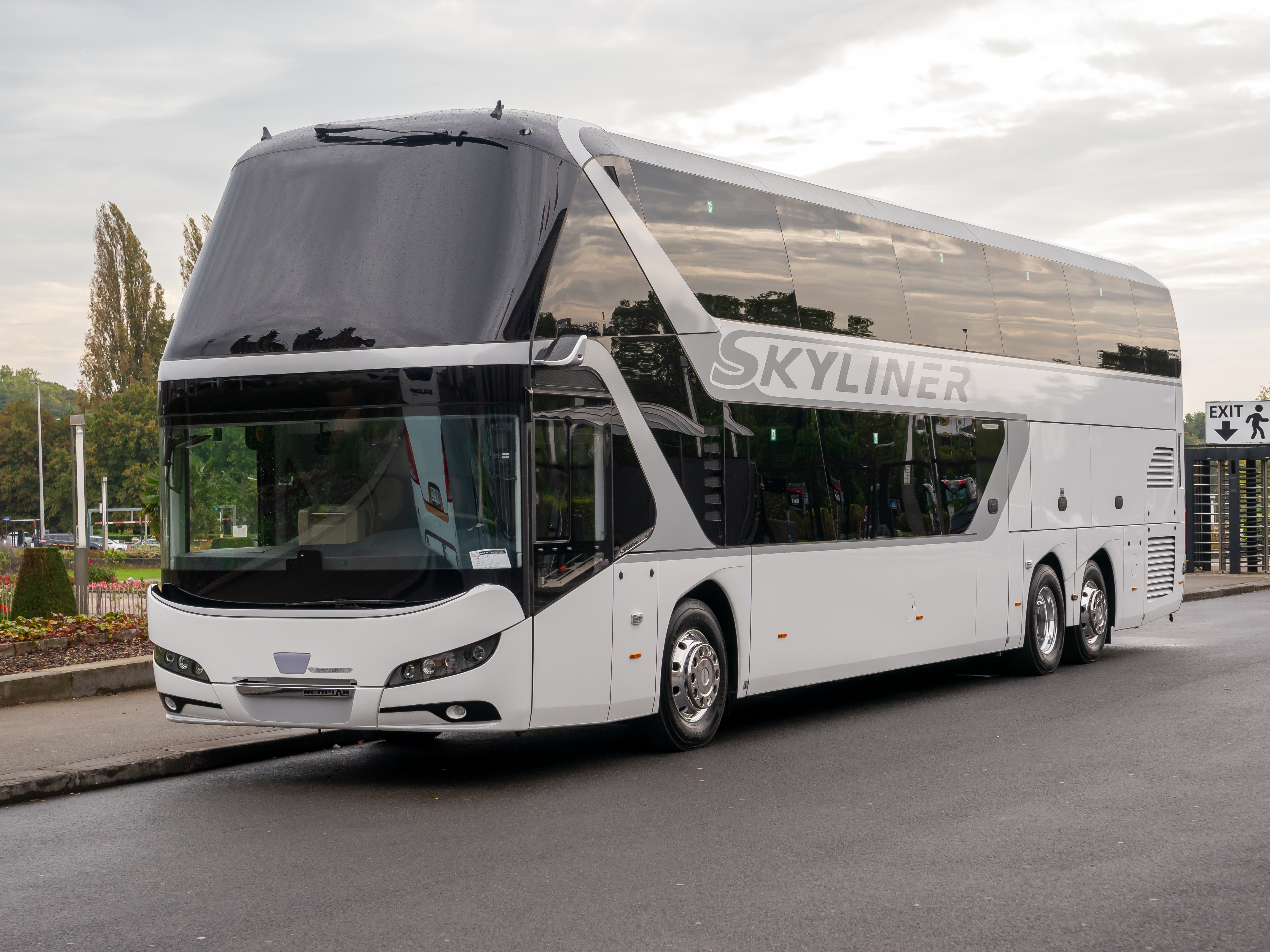
Neoplan Skyliner (з 2023)